# Banglades javasolt világörökségi helyszínei
Banglades területéről eddig három helyszín került fel a világörökségi listára,  hét  helyszín a javaslati listán várakozik a felvételre. 
| Megnevezés                                  | Kép | Típus      | Kritérium      | Év   | Link |
| ------------------------------------------- | --- | ---------- | -------------- | ---- | ---- |
| Mogul erődök Dakka folyami területein       |     | Kulturális | II, IV         | 2023 | 6675 |
| Muzharul Islam építészeti munkái            |     | Kulturális | II             | 2023 | 6674 |
| Banghlades mogul és koloniális templomai    |     | Kulturális | II, III, IV    | 2023 | 6673 |
| Bangladesh mogul mecsetei                   |     | Kulturális | II, IV         | 2023 | 6672 |
| Mahaszthan és a Karatoya folyó kulturtája   |     | Kulturális | I, II, III, IV | 2023 | 6671 |
| Lalmai-Mainamati régészeti helyszíne        |     | Kulturális | II, IV, V      | 2023 | 6670 |
| Bangladesh deltavidéki régészeti helyszínei |     | Kulturális | IV, V          | 2023 | 6669 |